# Brenton Cabello
Brenton Cabello Forns (Barcellona, 26 settembre 1981) è un nuotatore spagnolo, vincitore della medaglia di bronzo nei 200 metri misti ai Giochi del Mediterraneo di Almería 2005.

## Biografia
È fratello maggiore di Alan Cabello, anche lui nuotatore di caratura internazionale, vincitore di tre medaglie di bronzo agli europei di nuoto in vasca corta nei 100 e 200 metri misti.
La sua squadra di club è stato in Club Natació Sant Andreu di Barcellona.
Ha rappresentato la Spagna ai Giochi olimpici estivi di Pechino 2008, classificandosi 33º nei 200 metri misti.
Ai mondiali di Roma 2009, concluse al 25º posto nei 200 metri misti, terminando alle spalle de fratello Alan.

## Record nazionali

### Seniores

#### Vasca corta
- Staffetta 4x100 metri stile libero vasca corta: 3'13"52 ( Castellón de la Plana, 28 novembre 2009) (Juan Miguel Rando (48"87), Alex Villaécija (1'37"57), Brenton Cabello (2'25"27), Alan Cabello (3'13"52))
- Staffetta 4×200 metri stile libero vasca corta: 7'03"75 ( Castellón de la Plana, 26 luglio 2019) (Alan Cabello (1'46"54), Juan Miguel Rando (3'31"90), Brenton Cabello (5'18"01), Alex Villaécija (7'03"75))

## Palmarès
- Giochi del Mediterraneo

Almería 2005: bronzo nei 200 m misti;
- Europei giovanili

Mosca 1999: oro nei 200 m misti;